# الدین هاژیچ
الدین هاژیچ (انگلیسی: Eldin Hadžić؛ زادهٔ ۱۴ اکتبر ۱۹۹۱) بازیکن فوتبال اهل اسپانیا است.
از باشگاه‌هایی که در آن بازی کرده‌است می‌توان به باشگاه فوتبال هرکولس، باشگاه فوتبال رئال ساراگوسا، باشگاه فوتبال آلمریا، باشگاه فوتبال الچه، و باشگاه فوتبال ایبار اشاره کرد.